# Хариса
Хариса (на арабски: هريسة) е тунизийски лют сос, който често се използва в Северна Африка. Основните му съставки са чушка пири пири, чушка серано и други люти чушки, както и зехтин. Хариса е често използван в северноафриканската кухня, но най-често в Тунис и Алжир. Ползва се често и в Мароко.
Рецептите за хариса са различни според домакинството и според областта. В различни варианти той може да съдържа кимион, червена чушка, чесън, кориандър или лимонов сок. В сахарските области хариса може да има опушен вкус. Готовият хариса се продава в почти всякаква опаковка, включително буркани, кенове, бутилки, тубички и найлонови пакети.
В Тунис хариса се добавя към месо (козе или агнешко), риба със зеленчуци или към кускус. Използва се и за овкусяване на леблебия. На Запад се добавя към паста, сандвичи или пица. В някои европейски страни хариса често се намазва на филийки за закуска. Хариса на паста може да бъде и овкусител за месо или патладжан.
Най-големият износител на хариса е Тунис.